# Ochre coloured pottery-cultuur
De ochre coloured pottery-cultuur (OCP) of ochre coloured ware-cultuur (OCW) (ochre-washed) was tussen 1750-1250 v.Chr. een archeologische cultuur in de Ganges–Yamuna doab. De cultuur werd in 1950-51 door Braj Bashi Lal ontdekt tijdens opgravingen in Bisauli en Rajpur Parsu. Hij identificeerde de cultuur ook tijdens opgravingen in Hastinapura in 1951-52 en gaf de cultuur toen zijn naam. De vroegste datering van OCP is in Jodhpura in het district Jaipur en daarmee lijkt de OCP-fase eerder op te treden in het westen dan in de doab. Naast aardewerk is er weinig teruggevonden bij OCP-sites, afgezien van copper hoards bij enkele sites. Gezien de weinige overeenkomsten bij de gevonden artefacten is er echter twijfel of het wel een enkele cultuur betreft. Veelal volgt dan ook een toevoeging met een typesite zoals Bahadrabad, Atranjikhera, Lal Qila of Saipai.

## Aardewerk
Het aardewerk is gemaakt van roodbakkend klei met een okerkleurige laagje dat bij wrijving zichtbaar wordt. Veel van het teruggevonden aardewerk is slechtgebakken, fragiel en versleten aan de randen en dit werd gezien als kenmerkend voor deze cultuur. Tijdens opgravingen bij Lal Qila werd echter stevig, goedgebakken aardewerk aangetroffen dat soms ook beschilderd was.

## Locaties
Lal vond dit aardewerk tijdens opgravingen voor kopervondsten van de copper hoard-cultuur en hiertussen is dan ook een relatie gelegd, al is dat niet altijd even zeker. Het keramiek werd gevonden onder de laag van de painted grey ware-cultuur (PGW) uit de ijzertijd. De vondsten waren echter klein en bevonden zich in de alluviale vlakte van de Ganges, waardoor ze regelmatig overstroomd waren geweest.
De lagen zijn over het algemeen niet diep, tussen 0,5 en 1,5 meter en afgezien van Lal Qila zijn het veelal kleine nederzettingen. In combinatie met de mindere kwaliteit van het aardewerk wijst dit in een richting van een samenleving die nog regelmatig rondtrok, al werd er naast de jacht wel aan landbouw en veeteelt gedaan.
Bij Hastinapura, Ahichchhatra en Jhinjhana is er een onderbreking en een bovenliggende laag van PGW. Bij Atranjikhera en Noh (Bharatpur) ligt er een laag van zwart-en-rood aardewerk boven, gevolgd door PGW. Bij westelijke sites als Jodhpura, Siswal, Mitathal, Bara, Bargaon en Ambkheri is er een overgang te zien tussen laat-Harappa en OCP. Bij oostelijker sites als Lal Qila, Atranjikhera en Saipai is er geen verband met laat-Harappa en hier zijn ook weinig copper hoard-vondsten gedaan.

## Interpretaties
Lal dacht in 1951 dat het een inheemse cultuur betrof, mogelijk nakomelingen van de Nishada uit de Vedische tijd. Waar Lal geen relatie met Harappa zag, vonden Y.D. Sharma en Amalananda Ghosh begin jaren 1960 op basis van de vormen van het aardewerk juist overeenkomsten met laat-Harappa. Deze twee verschillende interpretaties zouden in de jaren daarna de nodige discussie brengen.
Zoals Lal in 1968 schetste, werden er op de meeste sites maar weinig scherven gevonden en dan ook nog in lagen die verder geen sporen van bewoning hadden. Hij opperde dan ook de mogelijkheid van overstromingen waarbij de natte omstandigheden een mogelijke verklaring waren voor het okerkleurige laagje. Uiteindelijk dacht hij echter dat het aardewerk niet lang onder water had gestaan. 

### Seminar Indian Archaeological Society 1971
Begin jaren 1970 was duidelijk dat de ochre coloured pottery slecht gedefinieerd was, zowel in geografisch voorkomen als in vorm van het aardewerk. Overeenkomsten van aardewerk kunnen voortvloeien uit de omstandigheden van de eeuwenlange conservatie, wat niet betekent dat deze gemaakt zijn door een enkele cultuur met een onderscheidende functie, manier van vervaardiging en stijl van het betreffende keramiek. Dit heeft ertoe geleid dat okerkleurige scherven van zeer verschillende sites als OCP zijn aangemerkt. Ook de relatie met de copper hoards was voer voor discussie. De associatie met de kopervondsten maakte dat nogal eens keramiek dat in de buurt van copper hoards aan werd getroffen, direct als OCP werd geclassificeerd. Ook behoort waarschijnlijk niet elke kopervondst tot de copper hoard-cultuur.
Tijdens een seminar in 1971 van de Indian Archaeological Society werd of OCP een afgeleide cultuur van laat-Harappa was of een zelfstandige cultuur.
Dharmapal Agrawal stelde vast dat een systematischer manier om data te verzamelen nodig was om duidelijkheid te scheppen.
De vondst van zowel copper hoards als OCP bij Saipai zou volgens Madhusudan Narhar Deshpande de relatie tussen de twee vaststellen.
Swaraj Prakash Gupta dacht dat de cultuur van de copper hoards vanuit het oosten naar het westen was getrokken, terwijl de laat-Harappanen in de tegengestelde richting trokken om elkaar zo in de doab te ontmoetten met OCP als resultaat.
Kashinath Narayan Dikshit maakte onderscheid tussen twee gebieden, (a) de centrale doab en (b) de boven-doab en de oostelijke Punjab. Dit onderscheid maakte hij, omdat de eerste geen Harappaanse invloed heeft en de tweede wel. Vanuit de centrale doab zou dan ook een migratie richting Punjab zijn geweest.
J.S. Nigam maakte een onderverdeling in vier groepen:
- OCP zonder koper, Ambkheri, Hastinapura en Noh
- OCP met koper, Bahadrabad, Bargaon en Saipai
- geen OCP, koper met ander aardewerk
- alleen koper

Gezien de verschillen in textuur of fabric stelde hij voor om OCP-vondsten verder te specificeren met de naam van de site.
Munish Chandra Joshi legde de nadruk op de hoogwaardige koperen werktuigen en de laagstaande kwaliteit van de overige artefacten, meer passend bij jager-verzamelaars, en zag dan ook geen verband tussen de copper hoards en OCP.
N.C. Ghosh stelde voor om OCP Bahadrabad-aardewerk te noemen en stelde vast dat er nogal wat aardewerk, vooral dat van Bara, na opgraving door verwering al snel okerkleurig werd. Daarom moest identificatie niet op basis van kleur, maar op basis van typologie plaatsvinden.
Suraj Bhan verdeelde OCP ook in twee groepen op basis van Harappaanse invloed. Groep A bevatte bij hem laat-Harappaanse, Cemetery H en andere invloeden, terwijl groep B alleen andere invloeden kende. Tussen deze twee groepen zag hij grote typologische verschillen. Bij groep A zag hij grote overeenkomsten met Bargaon en Alamgirpur, afgezien van de klassieke Harappaanse vormen. Volgens Bhan was groep A dan ook ontstaan door de menging van Harappaanse invloeden en die van de Sothi-Siswalcultuur. Groep B zou zijn voortgekomen uit een latere Siswal-traditie zonder Harappaanse invloeden. Voor Bhan was de naam ochre coloured pottery dan ook onbruikbaar, aangezien het meer over de staat van conservering vertelde dan over de culturen die het aardewerk gemaakt hadden. Hij stelde dan ook voor om de twee groepen te noemen naar respectievelijk Ambkheri en Atranjikhera.
Y.D. Sharma schetste het beeld dat al het slechtgebakken rode aardewerk dat in de boven-doab gevonden werd als OCP aangemerkt werd, zeker als het onder painted grey ware lag. Als het geassocieerd werd met kopervondsten werd zelfs duidelijk Harappaans aardewerk zo aangemerkt. Zo kwam Sharma tot vijf categorieën OCP:
- Harappa
- Bahadrabad
- Atranjikhera
- Lal Qila
- Saipai

Sharma pleitte ervoor om als OCP alleen gebruikt wordt in combinatie met kopervondsten, alleen Saipai als OCP te beschouwen. Bij het andere aardewerk zou ochre coloured pottery met kleine letters geschreven moeten worden met een van de typesites erbij. Op het verband met Bara dat hij eerder gelegd had, kwam hij nu terug en beschouwde dit als de aparte Bara-cultuur. In een latere fase zouden deze samen met Harappanen de boven-doab in zijn getrokken.
Geoloog R.S. Mittal gaf aan dat overstromingen een reële mogelijkheid waren en beschreef het effect dat dit heeft op de conservering.
Deshpande pleitte voor het behoud van OCP met als toevoeging de site. Ghosh vatte het geheel samen en vroeg zich af of het niet meerdere culturen betrof en gaf dan ook aan dat het te vroeg was om OCP een cultuur te noemen.

### Latere interpretaties
Ook Bridget en Raymond Allchin dachten dat de natte omstandigheden een mogelijke verklaring waren voor het okerkleurige laagje. Jim G. Shaffer zag daarom ook geen reden om de vondsten als een aparte cultuur te zien, of op zijn hoogst een regionale cultuur verwant aan Siswal type C-D.
Volgens Akinori Uesugi is OCP een voortzetting van het aardewerk uit Bara dat ontstond uit een combinatie van Harappaans aardewerk en Sothi-Siswalaardewerk.
M.D.N. Sahi zag een verband met de pre-Harappaanse Hakra-aardewerkcultuur. Sahi lijkt echter over het hoofd te zien dat er meer dan een millennium tussen de dateringen van Hakra en OCP-sites ligt, terwijl het gevonden Hakra-aardewerk in Jalilpur alleen op basis van conservatie en niet op basis van vervaardiging, functie en stijl als OCP is geclassificeerd. Ganeshwar-Jodhpura wordt vanwege verschillen in stijl en datering ook wel als aparte cultuur gezien.
De datering in de Gangesvlakte is problematisch, aangezien er mede door de overstromingen maar weinig C14- en TL-dateringen zijn, terwijl die ook nogal variëren ten opzichte van elkaar. Daarnaast moeten de gevonden artefacten overeenkomsten met elkaar vertonen om van een cultuur te kunnen spreken. Bij de vazen bleek dat bij slechts 16 van de 365 soorten het geval en die enkele gelijkende soorten deelden ook maar een paar vindplaatsen. Ander aardewerk had ook slechts weinig overeenkomsten. Voorwerpen die wel overeenkomsten vertoonden, waren zo algemeen dat ze bij vrijwel elke vindplaats gevonden worden en daarmee ongeschikt zijn om een cultuur te onderscheiden.
In de jaren 1950 dacht Lal aanwijzingen te zien dat PGW te associëren zou zijn met de gebeurtenissen uit de Mahabharata. Hij deed dit onder voorbehoud, aangezien er nog veel onbekend was van PGW. Sindsdien is gebleken dat er de nodige problemen zijn met deze associatie en is ook OCP geopperd als mogelijke kandidaat, al is dit nog verre van zeker.